# Regierungsbezirk Dresden
Regierungsbezirk Dresden is een van de drie voormalige Regierungsbezirke (regio's) van de Duitse deelstaat Saksen.
Het Regierungsbezirk bestond uit de volgende districten (stand 31-07-2008):
| Kreise (districten) | Kreisfreie Städte (district-vrije steden) |
| --- | ----------------------------------------- |
| 1. Bautzen 2. Kamenz 3. Löbau-Zittau 4. Meißen 5. Niederschlesischer Oberlausitzkreis 6. Riesa-Großenhain 7. Sächsische Schweiz 8. Weißeritzkreis | 1. Dresden 2. Görlitz 3. Hoyerswerda      |